# Aimee-Lynn Chadwick
Aimee-Lynn Chadwick (* 19. August 1980 in Sandwich, Massachusetts) ist eine US-amerikanische Schauspielerin.

## Leben
Chadwick studierte an der Capachionies School of Performing Arts und der Boston Conservatory. Chadwick hatte ihr Schauspieldebüt in dem Film Cinderella Story als Moderatorin des Schülerradio. Es folgten Auftritte in Fernsehserien wie Drake & Josh, Las Vegas, The Forgotten – Die Wahrheit stirbt nie, The Closer und The Mentalist. Des Weiteren stand sie für die Horrorfilme Return of the Living Dead IV: Necropolis und Return of the Living Dead V: Rave to the Grave vor der Kamera, die beide im Jahr 2005 veröffentlicht wurden. 2011 war sie für die Filmkomödie Prom – Die Nacht deines Lebens tätig.

## Filmografie (Auswahl)
- 2004: Cinderella Story (A Cinderella Story)
- 2004: Drake & Josh (Fernsehserie, Folge 1x05 First Crush)
- 2005: Return of the Living Dead IV: Necropolis (Return of the Living Dead 4: Necropolis)
- 2005: Return of the Living Dead V: Rave to the Grave (Return of the Living Dead: Rave to the Grave)
- 2007: Trade – Willkommen in Amerika (Trade)
- 2007: The Greatest Show Ever (Fernsehfilm)
- 2008: Las Vegas (Fernsehserie, Folge 5x14 Secrets, Lies and Lamaze)
- 2009: The Forgotten – Die Wahrheit stirbt nie (The Forgotten, Fernsehserie, Pilot)
- 2011: The Closer (Fernsehserie, Folge 7x14 Road Block)
- 2011: Rizzoli & Isles (Fernsehserie, Folge 2x07 Bloodlines)
- 2011: Prom – Die Nacht deines Lebens (Prom)
- 2013: The Mentalist (Fernsehserie, Folge 5x21 Red and Itchy)
- 2014: The Truth About You
- 2016: Casual Encounters
- 2016: The Happys
- 2017: Mein Weihnachtsprinz (My Christmas Prince, Fernsehfilm)
- 2020: Behind You
- 2020: Married and Loving It!
- 2020: Green Flake
- 2023: Mira Mira
- 2024: Royal Façade
- 2024: Horizon – Eine amerikanische Saga – Kapitel 2 (Horizon: An American Saga – Chapter 2)